# Есад Јакуповић
Проф. др Есад Јакуповић (Ћела, код Приједора, 21. септембар 1950) редовни је професор Паневропског универзитета „Апеирон“ и дописни члан Академије наука и умјетности Републике Српске.

## Биографија
Рођен је у селу Ћела. У Приједору је завршио основну и средњу школу. Дипломирао је на Факултету индустријске педагогије у Ријеци 1975. године (смер физика). Постдипломске студије завршио је 1984. на Факултету пољопривредних знаности Свеучилишта у Загребу одбраном магистарске тезе „Утрошак енергије у транспорту”. Докторску дисертацију одбранио је 1991. на Факултету стројарства Универзитета у Љубљани. По завршетку студија, запослио се као професор физике у Средњошколском центру у Приједору. У једном мандату био је директор Средње управне школе. Радио је једно време и на Педагошкој академији Универзитета у Бањој Луци, Одсек за математику и физику.
У периоду од 1992. до 1996. године радио је у Министарству образовања науке и културе Покрајине Баварске у Минхену (Немачка), а потом на Машинском факултету у Зеници као професор физике и шеф Одсека за математику и физику.
Од 1997. до 1999. године био је министар за образовање, науку, културу и спорт Унско-санског кантона у Бихаћу,  а затим ректор Универзитета у Бихаћу од 1999. до 2002. 
Предавао је два предмета, Математику и Пословну и финансијску математику на Факултету пословне економије у Бањој Луци, док је једно време обављао дужност продекана за наставу. Запослен је од 2005. године на Паневропском универзитету „Апеирон” у Бањој Луци као редовни професор на предметима Физика и биофизика, Математика, те Пословна и финансијска математика. Обавља функцију ректора Паневропског универзитета „Апеирон” од 2014. године. Објавио је низ осврта, коментара, приказа и рецензија у разним часописима и приручницима. 
Његов научноистраживачки рад првенствено је усмерен на математичко моделирање технолошких процеса, анализирање енергетских биланса при производњи биомасе, анализирање диелектричних и апсорпционих молекулских кристала и на алтернативне изворе енергије. Учествовао је у реализацији пројеката „Енергетски потенцијал ветра Републике Српске” и „Проводне и оптичке карактеристике нанодимензионих кристалних узорака”. 
За дописног члана Академије наука и умјетности Републике Српске, у радном саставу, изабран је 4. децембра 2015. године. Професор Јакуповић је члан Одбора за високо образовање.

## Објављене књиге и уџбеници
- Физика, Сарајево 1995;
- Физика и електромагнетизам, Зеница 1997;
- Физика II, Бихаћ 1998; Физика III, Бихаћ 1998;
- Финансијска и пословна математика, Бања Лука 2007;
- Дискретне математичке структуре, Бања Лука 2007;
- Физика и биофизика, Бања Лука 2008;
- Виша математика, Бања Лука 2008;
- Обновљиви извори енергије, Бања Лука 2009;
- Екологија, Бања Лука 2010;
- Методологија научноистраживачког рада (коаутор), Бања Лука 2014;
- Збирка задатака из физике (коаутор), Бања Лука 2018;
- Тригонометрија (коаутор), Бања Лука 2018.